# Poilly-sur-Serein
Poilly-sur-Serein är en kommun i departementet Yonne i regionen Bourgogne-Franche-Comté i norra Frankrike. Kommunen ligger i kantonen Noyers som tillhör arrondissementet Avallon. År 2022 hade Poilly-sur-Serein 243 invånare.

## Befolkningsutveckling
Antalet invånare i kommunen Poilly-sur-Serein
| Referens: INSEE |